# Итерация (программирование)

Пример итерации

Итера́ция в программировании — в широком смысле — организация обработки данных, при которой действия повторяются многократно, не приводя при этом к вызовам самих себя (в отличие от рекурсии). В узком смысле — один шаг итерационного, циклического процесса.
Когда какое-то действие необходимо повторить большое количество раз, в программировании используются циклы. Например, нужно вывести 200 раз на экран текст «Hello, World!». Вместо двухсоткратного повторения одной и той же команды вывода текста часто создается цикл, который повторяется 200 раз и 200 раз выполняет то, что написано в теле цикла.